# Tracte espinotalàmic
El tracte espinotalàmic o via espinotalàmica és una part del sistema anterolateral o del sistema ventrolateral, una via sensorial cap al tàlem. Des del nucli posterolateral ventral del tàlem, la informació sensorial es transmet cranialment fins a l'⁣escorça somatosensorial del gir postcentral.
El tracte espinotalàmic consta de dues vies adjacents: anterior i lateral. El tracte espinotalàmic anterior porta informació sobre el tacte brut. El tracte espinotalàmic lateral transmet dolor i temperatura.
A la medul·la espinal, el tracte espinotalàmic té organització somatotòpica. Aquesta és l'organització segmentària dels seus components cervical, toràcic, lumbar i sacre, que es disposa de més medial a més lateral, respectivament.
La via es creua (decussats) al nivell de la medul·la espinal, en lloc del tronc de l'encèfal com la via de la columna dorsal-lemnisc medial i el tracte corticoespinal lateral. És un dels tres tractes que formen el sistema anterolateral.

## Estructura

Els tractes espinotalàmics anterior i lateral etiquetats a la part inferior dreta com a tractes del sistema anterolateral.

Hi ha dues parts principals del tracte espinotalàmic:
- El tracte espinotalàmic lateral transmet dolor i temperatura.
- El tracte espinotalàmic anterior (o tracte espinotalàmic ventral) transmet el tacte brut i la pressió ferma.

El tracte espinotalàmic, com la via de la columna dorsal-lemnisc medial, utilitza tres neurones per transmetre informació sensorial des de la perifèria fins al nivell conscient a l'escorça cerebral.
Les neurones pseudounipolars del gangli de l'arrel dorsal tenen axons que condueixen des de la pell a la medul·la espinal dorsal on ascendeixen o baixen un o dos nivells vertebrals a través del tracte de Lissauer i després fan sinapsi amb neurones secundàries a la substància gelatinosa de Rolando o al nucli propi. Aquestes neurones secundàries s'anomenen cèl·lules del tracte.
Els axons de les cèl·lules del tracte travessen (decussat) a l'altre costat de la medul·la espinal a través de la comissura blanca anterior i al cantó anterolateral de la medul·la espinal (per tant, el tracte espinotalàmic forma part del sistema anterolateral). La decusació sol produir-se 1-2 segments del nervi espinal per sobre del punt d'entrada. Els axons viatgen al llarg de la medul·la espinal fins al tronc de l'encèfal, concretament la medul·la ventromedial rostral.
Recorrent el tronc cerebral, el tracte continua dorsalment. Les neurones finalment fan sinapsi amb neurones de tercer ordre en diversos nuclis del tàlem, inclosos els nuclis medial dorsal, ventral posterior lateral i ventral posterior medial. A partir d'aquí, els senyals van a l'⁣escorça cingulada, l'⁣escorça somatosensorial primària i l'escorça insular respectivament.

### Tracte espinotalàmic anterior
El tracte espinotalàmic anterior (llatí: tractus spinothalamicus anterior) o fascicle espinotalàmic ventral situat a la part marginal del funicular anterior i entremesclat més o menys amb el tracte vestibuloespinal, deriva de cèl·lules de la columna posterior o substància grisa intermèdia del costat contrari. Les fibres Aβ porten informació sensorial relacionada amb el tacte brut de la pell. Després d'entrar a la medul·la espinal, les neurones de primer ordre fan sinapsi (al nucli propi) i les neurones de segon ordre decussen a través de la comissura blanca anterior. Aquestes neurones de segon ordre ascendeixen fent sinapsi a la VPL del tàlem. Les neurones de primer ordre entrants poden ascendir o baixar pel tracte de Lissauer.
Aquest és un fascicle una mica dubtós i se suposa que les seves fibres acaben al tàlem i condueixen alguns dels impulsos tàctils. Més concretament, les seves fibres transmeten informació tàctil crua a la part VPL (nucli posterolateral ventral) del tàlem.
Les fibres del tracte espinotalàmic anterior condueixen la informació sobre la pressió i el tacte brut (protopàtic). El tacte fi (epicrític) és conduït per fibres del lemnisc medial. El lemnisc medial està format pels axons de les neurones dels nuclis gràcilis i cuneat de la medul·la oblongada que reben informació sobre el tacte lleuger, la vibració i la propiocepció de consciència del fascicle gràcil i cuneat de la medul·la espinal. Aquest fascicle rep els axons de la neurona de primer ordre que es troba al gangli de l'arrel dorsal que rep fibres aferents dels receptors de la pell, els músculs i les articulacions.

### Tracte espinotalàmic lateral
El tracte espinotalàmic lateral (o fascicle espinotalàmic lateral), és un feix de fibres nervioses aferents que ascendeixen a través de la substància blanca de la medul·la espinal, al tracte espinotalàmic, transportant informació sensorial al cervell. Porta informació sensorial del dolor i de la temperatura (sensació protopàtica) al tàlem. Es compon principalment de fibres A delta de conductivitat ràpida i poc mielínicas i fibres C no mielíniques de conductivitat lenta. Es tracta de neurones sensorials secundàries que ja han fet sinapsis amb les neurones sensorials primàries del sistema nerviós perifèric a la banya posterior de la medul·la espinal (una de les tres columnes grises).
Juntament amb el tracte espinotalàmic anterior, el tracte espinotalàmic lateral de vegades s'anomena fascicle sensorial secundari o lemnisc espinal.

#### Anatomia
Les neurones del tracte espinotalàmic lateral s'originen als ganglis de l'⁣arrel dorsal espinal. Projecten processos perifèrics als teixits en forma de terminacions nervioses lliures que són sensibles a molècules indicatives de dany cel·lular. Els processos centrals entren a la medul·la espinal en una zona de la part posterior de la banya posterior coneguda com a tracte posterolateral. Aquí, els processos ascendeixen aproximadament dos nivells abans de fer sinapsis en neurones de segon ordre. Aquestes neurones secundàries es troben a la banya posterior, concretament a les regions de les làmines Rexed I, IV, V i VI. La regió II està formada principalment per interneurones de Golgi II, que són principalment per a la modulació del dolor, i es projecten en gran manera a neurones secundàries a les regions I i V. Les neurones secundàries de les regions I i V decussen a través de la comissura blanca anterior i ascendeixen a la (ara). Contralateral) tracte espinotalàmic lateral. Aquestes fibres ascendiran a través del tronc de l'encèfal, incloent la medul·la oblongada, el pont i el mesencèfal, com a lemnisc espinal fins a fer sinapsis al nucli ventroposteriorlateral (VPL) del tàlem. Les neurones de tercer ordre del tàlem es projectaran a través de la càpsula interna i la corona radiata a diverses regions de l'escorça, principalment l'escorça somatosensorial principal, les àrees 3, 1 i 2 de Brodmann.

## Funció
Els tipus d'informació sensorial significa que la sensació va acompanyada d'una compulsió a actuar. Per exemple, una picor va acompanyada d'una necessitat de rascar-se, i un estímul dolorós ens fa voler retirar-nos del dolor.
S'identifiquen dos subsistemes:
- Directe (per a l'apreciació conscient directa del dolor)
- Indirecte (per a l'impacte afectiu i d'excitació del dolor). Les projeccions indirectes inclouen la via
  - Espino-Reticulo-Talamo-Cortical (part del sistema activador reticular ascendent, també conegut com a SARA) i la via
  - Espino-mesencefàlic-límbic (per a l'impacte afectiu del dolor).

### Sistema anterolateral
En el sistema nerviós, el sistema anterolateral és una via aferent que transmet dolor, temperatura (sensació protopàtica) i tacte cru des de la perifèria fins al cervell. Comprèn tres vies principals:
| Nom                                       | Destinació         | Funció                                                      |
| Tracte espinotalàmic (lateral i anterior) | tàlem              | important en la localització d'estímuls dolorosos o tèrmics |
| tracte espinoreticular                    | formació reticular | provoca alerta i excitació en resposta a estímuls dolorosos |
| tracte espinotectal                       | tectum             | orienta els ulls i el cap cap als estímuls                  |

## Importància clínica
En contrast amb els axons de les neurones de segon ordre de la via del lemnisc de la columna dorsal-medial, els axons de les neurones de segon ordre dels tractes espinotalàmics es creuen a tots els nivells segmentaris de la medul·la espinal. Aquest fet ajuda a determinar si una lesió es troba al cervell o a la medul·la espinal. Amb lesions al tronc cerebral o superior, els dèficits de percepció del dolor, sensació de tacte i propiocepció són tots contralaterals a la lesió. Amb les lesions medul·lars, però, el dèficit en la percepció del dolor és contralateral a la lesió, mentre que els altres dèficits són ipsilaterals. Vegeu síndrome de Brown-Séquard.
Les lesions unilaterals solen provocar anestèsia contralateral (pèrdua de dolor i temperatura). L'anestèsia normalment començarà 1-2 segments per sota del nivell de lesió, a causa de les fibres sensorials transportades pel tracte dorsal-lateral de Lissauer a diversos nivells en entrar a la medul·la espinal, i afectarà totes les zones del cos caudal. Això es prova clínicament utilitzant punxades.